# Estação Cementerios
A Estação Cementerios é uma das estações do Metrô de Santiago, situada em Santiago, entre a Estação Einstein e a Estação Cerro Blanco. Faz parte da Linha 2.
Foi inaugurada em 25 de novembro de 2005. Localiza-se no cruzamento da Avenida Recoleta com a Rua Arzobispo Valdivieso. Atende a comuna de Recoleta.